# La mala costumbre
La mala costumbre – singel Pastory Soler, wydany 9 sierpnia 2010, promujący album koncertowy 15 años.
Utwór został napisany i skomponowany przez José Abrahama oraz dedykowany ojcu Pastory Soler.
Singel znalazł się na 27. miejscu na oficjalnej hiszpańskiej liście sprzedaży.

## Lista utworów
- Digital download[5]

1. „La mala costumbre” – 4:04
2. „La mala costumbre” (Dirécto) – 4:34

## Pozycja na liście sprzedaży
| Kraj      | Notowanie (2011) | Najwyższa pozycja |
| --------- | ---------------- | ----------------- |
| Hiszpania | PROMUSICAE       | 27                |